# Дженифър Дарк
Дженифър Дарк (на английски: Jennifer Dark) е чешка порнографска актриса.
Родена е на 18 август 1982 г. в град Колин, Чехословакия, днешна Чехия.
Започва кариерата си като актриса в индустрията за възрастни през 2002 г., когато е на 20-годишна възраст. Първоначално снима в Европа, а след това се премества в САЩ, където продължава кариерата си и участва в множество продукции, включително за компаниите „Уикед Пикчърс“ и „Хъслър Видео“.

## Награди и номинации
Номинации
- 2009: Номинация за AVN награда за най-добра сцена с групов секс само с момичета.[5]
- 2009: Номинация за AVN награда за най-добра сцена с орален секс.[5]
- 2010: Номинация за AVN награда за най-добра сцена с групов секс само с момичета.[6]